# Kaninhop
 Der er for få eller ingen kildehenvisninger i denne artikel, hvilket er et problem. Du kan hjælpe ved at angive troværdige kilder til de påstande, som fremføres i artiklen.

Kaninhop er en sportsgren, hvor man lader kaniner gennemhoppe en forhindringsbane; sporten er således på linje med ridebanespringning med heste og agility med hunde. Kaninhop startede i Sverige i 1970'erne. Kaninhop er en sport, hvor både børn og voksne i alle aldre kan være med. I Danmark startede kaninhop i 1993. Kaninhop er for mange en meget hyggelig og sjov sport, hvor man ofte bliver tæt knyttet til sin kanin. I dag bliver kaninhop mere og mere udbredt, og mange morer sig med at se kaninerne hoppe.
I kaninhop findes der en række forskellige discipliner at konkurrere i. Der er følgende klasser i både lige og kroget bane. Mini, let, middelsvær, svær, og elite. Lige bane er en række af spring der er stillet på en lige linje. En kroget bane er ligesom ridebanespringning for heste, hvor springene er stillet i en bane, man skal styre kaninen rundt på.
Tidligere danmarksrekord (og tidl. verdensrekord) i højdehop for kaniner var på 99,5 cm sprunget af Mimrelunds Tøsen ført af Tine Hygom fra Horsens.[kilde mangler]
Rekorden blev sat i 1997, men blev i 2019 slået af Winds GCh Cyclops ført af Mette Wind fra Køge der satte rekord på 103 cm.[kilde mangler] Danmarksrekorden er nu på 105 cm sat i 2025 af Solgårdens Ch. Dazzling Midsummer Sky ført af Betina Miller Mathiesen fra Horsens.[kilde mangler]
Verdensrekorden i højdehop for kaniner er på 107 cm sprunget af Holloway GtCh Tennessee fra Tjekkiet. Verdensrekorden i længdehop for kaniner er på 301 cm sprunget af Miss Pinky’s Gd Ch Harajuku fra Sverige.
For at deltage i officielle konkurrencer i kaninhop i Danmark skal man være medlem af Danmarks Kaninavlerforening. Der har tidligere været en konkurrerende forening, men den eksisterer ikke mere.